# Aspes
 (janvier 2018).
Pour le village d'Aragon (Espagne), voir Aspés.

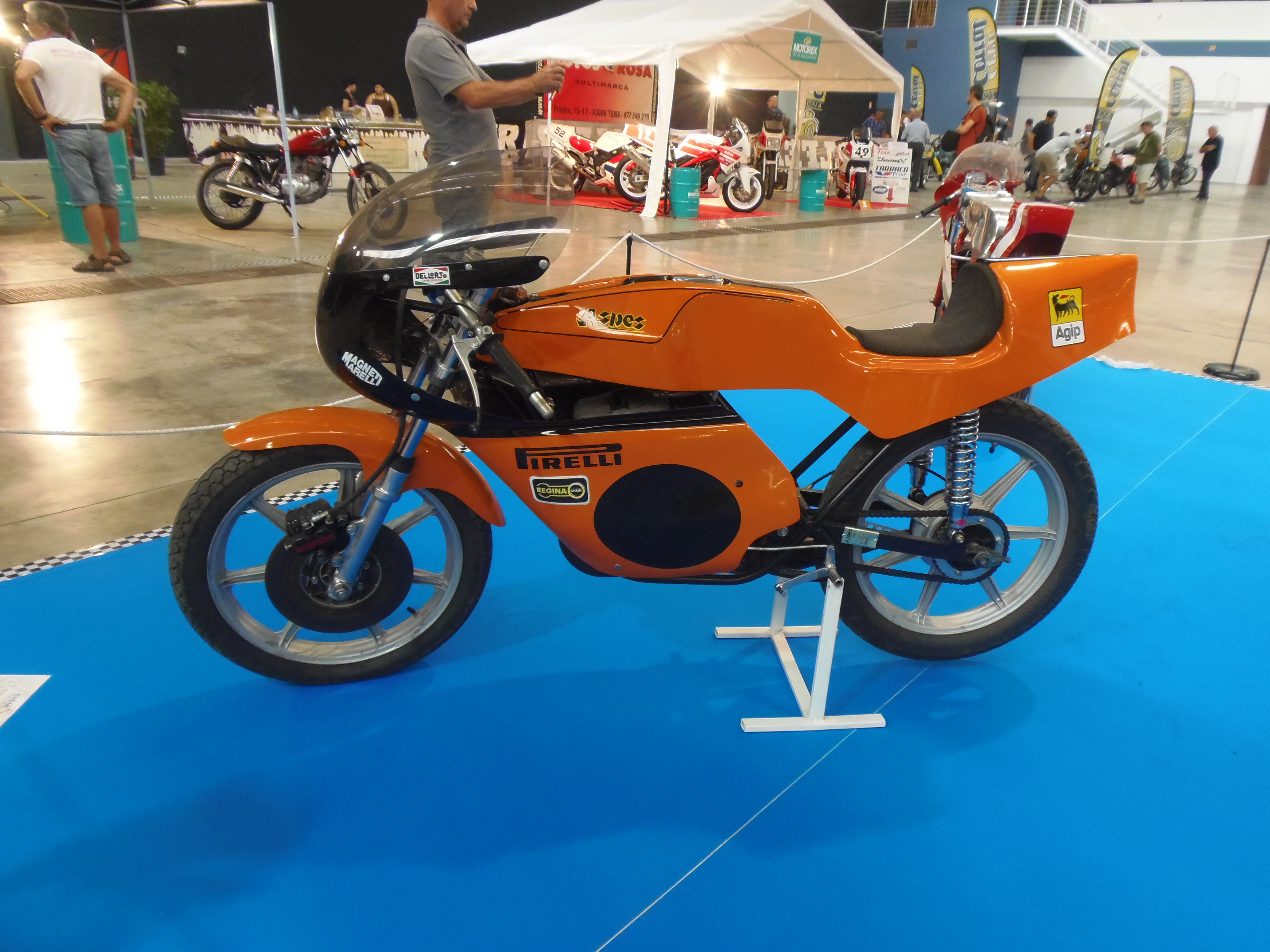
Moto Aspes Yuma 125

Aspes est une marque italienne de motos, créée officiellement en 1961 et spécialisée dans le tout-terrain.
Le nom « Aspes » provient de celui de l'épouse du fondateur (Aspesi), qui lui a dédié le nom de la marque. Les différents modèles d'Aspes portent souvent un nom de tribu indienne (Navaho, Cheyenne, Hopi...)
Au début, Aspes construisait surtout des 50 cm3 dont la Navaho, et a notamment connu un énorme succès avec le BPS à la fin des années 1960. Felicino Agostini, frère de Giacomo Agostini, remporta un titre italien en motocross et deviendra, par la suite, l'un des essayeurs des nouveaux modèles 125. Le plus grand champion Aspes en 125 fut sans doute Corrado Maddii, qui remporta un titre national junior en 1977 et obtiendra de très bons classements au championnat du monde sur Aspes 125 Hopi CRC, ainsi qu'Antoine Fratini sur le même modèle.
L'une des gammes la plus connue fut celle des Hopi RGC 125, dotées de moteurs très pointus (voire trop selon certaines critiques qui accusaient cet engin d'être réservé aux "bons"), avec 22 chevaux pour la version enduro équipées d'un carburateur Dellorto 30 mm contre 24ch pour la version cross avec un carburateur de 34 mm de même marque cette fois-ci, le changement s'expliquant par le faible besoin de souplesse avec un tel carburateur en cross.
La gamme enduro (de 1976 à 1978) de Hopi 125 s'est déclinée en deux gammes: la bleue, avec un châssis en acier, des jantes acier chromé. La seconde, orange, plus sportive, a vu son cadre fabriqué en chrome-molybdène, ainsi que des jantes de la marque Akront, et une fourche en alliage magnésium.
Une production de Juma 250 cm3 "criterium" fut entreprise mais seulement trois exemplaires virent le jour. 
L'entreprise a existé de 1961 à 1982 et son siège était basé à Gallarate en Lombardie.